# Фаас Іван Якович
Іван Якович Фаас (1895—1945) — правознавець, історик права

## Життєпис
Народився 1.01.1894 у Чітас-Гірській станиці Області Війська Донського. Маючи, напевно, німецькі коріння, у 1920-х значився в анкетах іноді як росіянин, а іноді як українець.
Середню освіту здобув у 1-й Київській гімназії, навчання в якій завершив у 1911 з золотою медаллю за твір «История приобретательной давности в римском праве». 1911—1915 навчався на юрфаці Київського ун-ту Св. Володимира.
Був залишений в аспірантурі на кафедрі римського права. Учень ординарного проф-а кафедри римського права М. Каткова. З 1917 — молодший, а з 1918 — старший асистент юрфаку Київського ун-ту та помічник завідувача юридичного семінару. У 1918 склав іспити на ступінь магістра римського права. У 1918—1919 викладав у Київському юридичному ін-ті римське право та у Народному ун-ті — цивільне право.
У 1921 обраний екстраординарним професором Кам'янець-Подільського ун-ту на кафедру загальної теорії права, але не прибув на нове місце роботи у зв'язку з хворобою. З 1921 жив та працював в Одесі вченим секретарем Одеського губкому охорони пам'яток мистецтва та старовини, секретарем Археологічного ін-ту, вченим секретарем головної бібліотеки вищої школи Одеси, 1922—1923 викладав курс «Грецькі та римські правові старожитності» для археологів в ОІНО, 1924—1930 — цивільне право та процес в ОІНГ, де мав аспірантів. С. Боровой вважав його одним з найерудованіших одеських науковців. Натомість радянські чиновники характеризували його як «талановитого викладача, але професора не радянської формації з прихованими симпатіями до минулого, аполітичного». Він викладав російською та українською мовою, вказуючи й на знання німецької, польської, чеської, мадярської та французької. Був одним з засновників Одеської комісії краєзнавства при ВУАН (член соціально-історичної секції) та Одеської філії ВУНАС. У 1942—1944 був деканом юридичного ф-ту та завідувачем кафедри історії римського права Одеського королівського румунського ун-ту. Розробив програму реформи вищої школи Одеси, що передбачала повернення до традицій початку ХХ ст. Написав статут та очолив Антикомуністичний ін-ут при ун-ті, але надалі не взяв активної участі у його роботі у зв'язку з хворобою. Взяв участь в організації бібліотеки історико-філологічного та юридичного ф-тів, статуту опікунства про незаможних студентів. На початку 1943 на науковій сесії ун-ту прочитав лекцію «Договір морської перевозки у греко-римському Єгипті». 16.01.1943 р. Рада юридичного ф-ту надала І. Фаасу вчене звання доктора юридичних наук без захисту дисертації. На початку 1944 р. разом з дружиною втік до Румунії, де переховувався від радянських спецслужб під прізвищем Адріан. Фаасам допомогла врятуватись родина відомого румунського історика А. Болдура.
Помер 11.04.1945 р. у Бухаресті, де й був похований під вигаданим ім'ям.

## Наукова діяльність
Наукова спадщина нараховує 24 праці та розлогий текст дисертації, на правах рукопису. Більшість праць присвячені суто теоретико-правовим питанням (догмі права), а не менше 5 — історії давнього та середньовічного права Київської Русі, Сходу та Західної Європи. У цих працях важко виділити територіальні межі, адже відмінною рисою авторського стилю було широке використання історико-порівняльного підходу. Праці І. Фааса вражають своєю ерудицією, знанням зарубіжної (здебільшого німецької) історико-правової літератури, високим рівнем методологічної культури. Для історичної україністики важливе значення має розлога рецензія на одну з основних праць видатного українського історика М. Слабченка, в якій він виявив низку методологічних історико-економічних та історико-правових недоречностей.

## Праці
- Рец. на: Егиазаров С. А. Исследования по истории армянского права публичного и частного. — К., 1919. — В. 1 / Государственный, общественный, хозяйственный и юридический строй Армении в Х-ХІІІ в. по надписям Ани и Ширака. — К., 1919 // Записки коллегии востоковедов. — Т. 1. — К., 1919;
- Новый труд по истории права и хозяйства Украины // Вісник Одеської комісії краєзнавства при УАН. — 1925. — Ч. 2-3. — Секція соціально-історична.; Исходные моменты древнерусского наследственного права в сравнительном освещении. — Одесса, [1920-30-ті]. — Т. І-ІІ;
- Частка мерця й частка душі: (Археолого-юридична розвідка) // Вісник Одеської комісії краєзнавства при ВУАН. — 1930. — Секція археологічна. — Ч. 4-5;
- Давність володіння і гарантія продавця. Порівняльно-історичний нарис.